# MTV Unplugged (Florence and the Machine)
MTV Unplugged è il secondo album dal vivo del gruppo musicale britannico Florence and the Machine, pubblicato il 6 aprile 2012 dalla Island Records.

## Registrazione
Nel gennaio 2012, è stato annunciato per la prima volta che i Florence and the Machine avrebbero tenuto un concerto per conto del programma televisivo MTV Unplugged. L'esibizione è stata registrata nel dicembre 2011 presso la più antica sinagoga di New York, la Sinagoga Ansche Chesed / Angel Orensanz Center, ed eseguita da Florence Welch in collaborazione con un gruppo gospel corale composto da dieci persone.
Il concerto contiene undici canzoni dei Florence and the Machine provenienti dai due album in studio precedentemente pubblicati, Lungs (2009) e Ceremonials (2011), eseguiti acusticamente. Il sestetto ha inoltre eseguito una propria reinterpretazione del brano Try a Little Tenderness di Otis Redding, definito dalla stessa Welch ha come uno dei suoi preferiti. Rob Tannenbaum di Rolling Stone ha eletto la cover realizzata per il brani come «la migliore» sin dai tempi dell'originale.
Josh Homme, frontman del gruppo dei Queens of the Stone Age, si è unito a Florence Welch per l'esecuzione della cover di Jackson originariamente cantata da Johnny Cash e June Carter. Matthew Perpetua di Rolling Stone ha scelto la canzone come uno dei momenti salienti dello show, complimentandosi per come «Homme e Welch cantino e suonino incredibilmente insieme».

## Pubblicazione
La lista tracce dell'album è stata rivelata il 6 marzo 2012 attraverso il profilo ufficiale dei Florence and the Machine. Lo stesso giorno è stato annunciato che l'album sarebbe stato pubblicato nei formati CD, CD/DVD e download digitale. Il 9 marzo, l'album è stato reso disponibile per il preordine sul sito ufficiale della band. L'edizione CD/DVD, se ordinata dal loro sito web ufficiale, comprendeva un poster esclusivo.  Il 28 marzo 2012, un teaser dell'album è stato pubblicato sul canale YouTube ufficiale della band. La performance del brano Cosmic Love dallo show è stata pubblicata in anteprima online su MTV UK il 2 aprile 2012. MTV Unplugged si è invece occupata della distribuzione fisica del progetto nel Regno Unito a partire dal 9 aprile e negli Stati Uniti dal giorno successivo. È stato pubblicato in formato digitale su iTunes Store il 9 aprile e su tutti gli altri rivenditori digitali il 10 aprile.
Lo spettacolo è stato presentato per la prima volta l'8 aprile 2012 su MTV in Canada e negli Stati Uniti. Nelle settimane successive, è stato distribuito da MTV Networks in tutto il mondo, tra cui: MTV UK e Irlanda il 21 aprile, MTV Australia e Nuova Zelanda il 2 maggio, MTV Portugal il 5 maggio, MTV Czech il 6 maggio, MTV Italia l'8 maggio, MTV MENA, Arabia il 6 aprile, MTV Sea il 12 maggio, MTV Taiwan il 20 maggio, MTV Korea il 25 maggio e MTV Vietnam il 29 maggio.

## Accoglienza
MTV Unplugged ha ricevuto recensioni generalmente positive da parte della critica specializzata. Per Metacritic, che assegna punteggi in centesimi tramite le recensioni di critici influenti, l'album ha totalizzato 66 punti con 9 opinioni positive, punteggio che segnala «recensioni generalmente favorevoli».
Rob Tannenbaum di Rolling Stone ha dato una recensione positiva all'album dicendo: «Mentre l'arpa, i violini e il coro rimangono delicati, Welch raggiunge note selvagge e scintillanti, in particolare durante l'esibizione di No Light, No Light. Il suo canto è stupefacente.» Andy Gill di The Independent ha scritto nella sua recensione che «le restrizioni del formato Unplugged non influenzano molto Florence and the Machine, grazie alle loro origini semi-acustiche, così quando Florence apre il concerto con il brano Only If for a Night, il pianoforte, l'arpa e i tamburi sono più simili alle vecchie mani che alla coraggiosa nuova partenza.» Gill ha concluso la sua recensione rilevando che è stato «uno spettacolo impressionante ma non in grado di persuadere i più dubbiosi».

## Tracce
CD
1. Only If for a Night – 5:07 (Florence Welch, Paul Epworth)
2. Drumming Song – 4:43 (Florence Welch, James Ford, Crispin Hunt)
3. Cosmic Love – 5:09 (Florence Welch, Isabella Summers)
4. Breaking Down – 3:19 (Florence Welch)
5. Never Let Me Go – 4:34 (Florence Welch, Paul Epworth)
6. Try a Little Tenderness – 3:03 (Jimmy Campbell, Reg Connelly, Harry M. Woods)
7. No Light, No Light – 4:12 (Florence Welch, Isabella Summers)
8. Jackson (feat. Josh Homme) – 3:28 (Billy Edd Wheeler, Jerry Leiber)
9. What the Water Gave Me – 4:55 (Florence Welch, Francis White)
10. Dog Days Are Over – 4:35 (Florence Welch, Isabella Summers)
11. Shake It Out – 4:40 (Florence Welch, Paul Epworth)

DVD
1. Only If for a Night – 4:13 (Florence Welch, Paul Epworth)
2. Drumming Song – 3:30 (Florence Welch, James Ford, Crispin Hunt)
3. Breaking Down – 3:37 (Florence Welch)
4. Never Let Me Go – 4:30 (Florence Welch, Paul Epworth)
5. Try a Little Tenderness – 3:22 (Jimmy Campbell, Reg Connelly, Harry M. Woods)
6. No Light, No Light – 4:17 (Florence Welch, Isabella Summers)
7. Jackson (feat. Josh Homme) – 3:59 (Billy Edd Wheeler, Jerry Leiber)
8. What the Water Gave Me – 5:02 (Florence Welch, Francis White)
9. Shake It Out – 4:49 (Florence Welch, Paul Epworth)
10. Dog Days Are Over – 4:24 (Florence Welch, Isabella Summers)

## Classifiche
| Classifica (2012) | Posizione massima |
| ----------------- | ----------------- |
| Australia         | 17                |
| Austria           | 72                |
| Canada            | 45                |
| Nuova Zelanda     | 27                |
| Paesi Bassi       | 55                |
| Polonia           | 5                 |
| Portogallo        | 10                |
| Regno Unito       | 27                |
| Stati Uniti       | 51                |

### Classifiche annuali
| Classifica (2012) | Posizione massima |
| ----------------- | ----------------- |
| Polonia           | 61                |